# 1671
Епоха великих географічних відкриттів •  Перша наукова революція • Річ Посполита •  Запорозька Січ •  Руїна

## Геополітична ситуація
Османську імперію очолює Мехмед IV (до 1687). Під владою османського султана перебувають Близький Схід та Єгипет, Середземноморське узбережжя Північної Африки, частина Закавказзя, значні території в Європі: Греція, Болгарія та Сербія. Васалами османів є Волощина та Молдова.
Священна Римська імперія — наймогутніша держава Європи. Її територія охоплює, крім німецьких земель, Угорщину з Хорватією, Богемію, Північну Італію. Її імператор — Леопольд I Габсбург (до 1705).
Габсбург Карл II Зачарований є королем Іспанії (до 1700). Йому належать Іспанські Нідерланди, південь Італії, Нова Іспанія, Нова Гранада та Нова Кастилія в Америці, Філіппіни. Королем Португалії формально є Альфонсу VI при регентстві молодшого брата Педру II. Португалія має володіння в Бразилії, в Африці, в Індії, в Індійському океані й Індонезії.
Північ Нідерландів займає Республіка Об'єднаних провінцій. Вона має колонії в Північній Америці, Індонезії, на Формозі та на Цейлоні. Король Франції — Людовик XIV (до 1715). Франція має колонії в Північній Америці. Король Англії — Карл II Стюарт (до 1685). Англія має колонії в Північній Америці, на Карибах та в Індії. Король Данії та Норвегії — Кристіан V (до 1699), король Швеції — Карл XI (до 1697). На Апеннінському півострові незалежні Венеціанська республіка та Папська область. Королем Речі Посполитої є Міхал Корибут Вишневецький (до 1673). Царем Московії є Олексій Михайлович (до 1676).
Україну розділено по Дніпру між Річчю посполитою та Московією. Діють три гетьмани: Петро Дорошенко, Михайло Ханенко, Дем'ян Многогрішний. На півдні України існує Запорозька Січ. Існують Кримське ханство, Ногайська орда.
В Ірані правлять Сефевіди.
Значними державами Індостану є Імперія Великих Моголів, в якій править Аурангзеб, Біджапурський султанат, султанат Голконда. В Китаї править Династія Цін. У Японії триває період Едо.

## Події

### В Україні
- Кримським ханом став Селім I Ґерай. Він підтримував Петра Дорошенка у війні з Річчю Посполитою.
- 26 серпня у битві під Брацлавом польський гетьман Ян III Собеський завдав поразки козацько-татарському війську. Польсько-козацько-татарська війна завершилася перемогою поляків.
- Кошовим отаманом Війська Запорозького обрано Григорія Пелеха.

### У світі

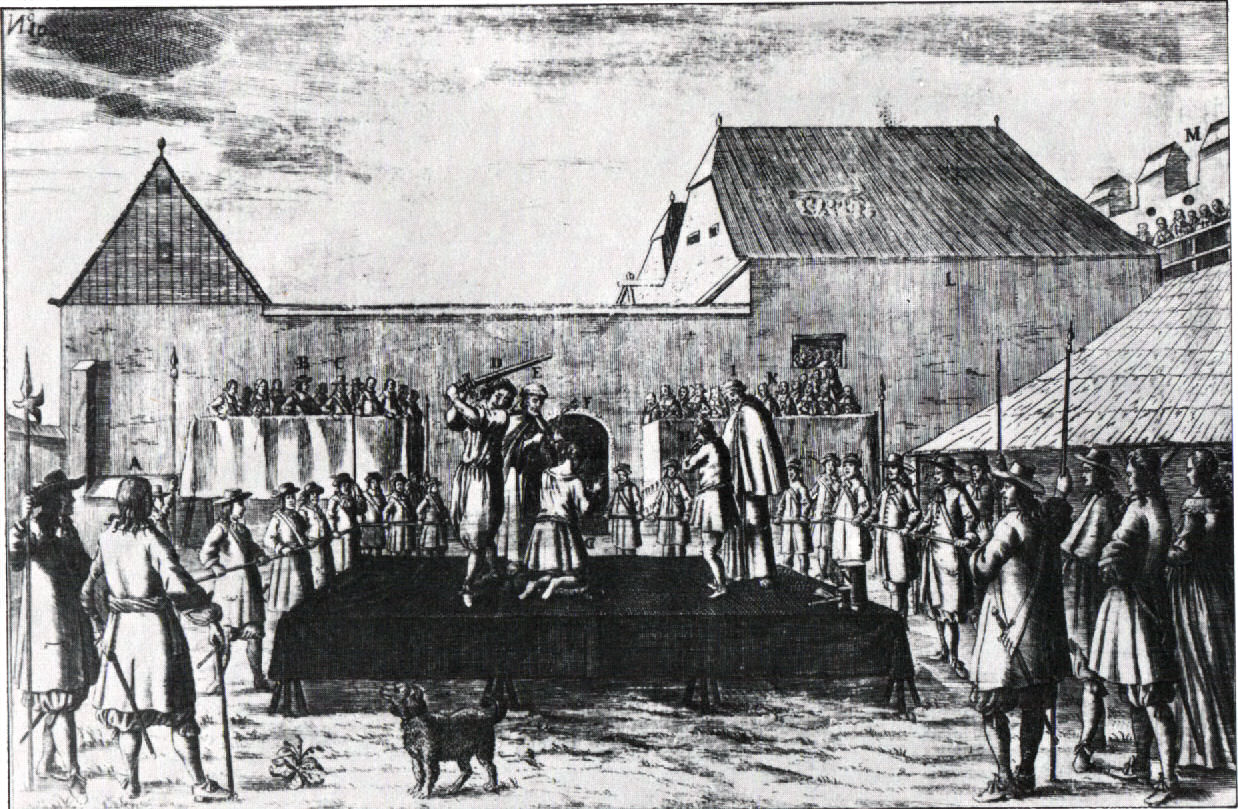
Страта Петара Зринського.

- Зазнало поразки повстання Степана Разіна.
- 30 квітня страчено учасників змови Зринських-Франкопана, хорватських та угорських дворян.
- 9 травня ірландський авантюрист Томас Блад (капітан Блад) викрав у лондонському Тауері дорогоцінності британської корони — корону, булаву і скіпетр.
- Папа Климент X канонізував святу Розу з Ліми. Вона стала першою святою Америки.
- Данська Вест-Індійська компанія отримала королівський лист про привілеї.
- 1 листопада укладено угоду про нейтралітет між французьким королем Людовиком XIV та імператором Леопольдом I.
- Буканьєр Генрі Морган знову вчинив напад на Панаму.

## Наука та культура
- Засновано Королівську академію архітектури Франції.
- Ісаак Ньютон написав «Метод флюксій». Публікація книги відбулася лише через пів століття.
- Завершилося будівництво Паризької обсерваторії, директором якої став Джованні Доменіко Кассіні.

## Народились
Див. також: Категорія:Народились 1671
- 7 березня — Роб Макгрегор (Роберт Рой), горянин-розбійник на прізвисько Роб Рой, шотландський Робін Гуд

## Померли
Див. також: Категорія:Померли 1671
- 16 червня — У Москві страчено верховоду бунтівників у селянській війні 1670–1671 років донського отамана Степана Тимофійовича Разіна